# Val-d'Issoire
Val-d'Issoire è un comune francese del dipartimento dell'Alta Vienne nella regione dell'Aquitania-Limosino-Poitou-Charentes.
È stato creato il 1º gennaio 2016 dalla fusione dei preesistenti comuni di Mézières-sur-Issoire e Bussière-Boffy.
Il capoluogo è la località di Mézières-sur-Issoire.